# Marius Lindvik
Marius Lindvik (* 27. Juni 1998 in Sørum) ist ein norwegischer Skispringer. Seine bisher größten Erfolge sind die olympische Goldmedaille auf der Großschanze im Jahr 2022, der Sieg bei der Skiflug-Weltmeisterschaft 2022 sowie der Sieg auf der Normalschanze bei den Nordischen Skiweltmeisterschaften 2025 in Trondheim in seinem Heimatland. Dazu kommen zweite Plätze in den Gesamtwertungen der Vierschanzentourneen 2019/20 und 2021/22.

## Werdegang
Marius Lindvik startet für den Rælingen Skiklubb. Er startete erstmals am 11. und 12. Dezember 2014 in Notodden im FIS Cup, wo er den zwölften und den zehnten Platz erreichte. Am 19. und 20. September 2015 debütierte Lindvik daraufhin im Rahmen von zwei Wettbewerben in Oslo im Continental Cup. Hier erreichte er die Plätze 33 und 11 und holte damit gleichzeitig auch seine ersten Continental-Cup-Punkte. Nur drei Monate später gab Lindvik sein Debüt im Skisprung-Weltcup und verpasste mit einem 32. Platz nur knapp die ersten Weltcup-Punkte.
Bei den Olympischen Jugend-Winterspielen 2016 in Lillehammer gewann Lindvik im Einzelwettbewerb hinter Bor Pavlovčič die Silbermedaille. Im Teamwettbewerb erreichte er zusammen mit Anna Odine Strøm und Einar Lurås Oftebro den sechsten Platz. Eine Woche später gewann er bei der Nordischen Junioren-Ski-WM 2016 in Râșnov zusammen mit Are Sumstad, Robin Pedersen und Halvor Egner Granerud die Silbermedaille. Im Einzelwettbewerb belegte er den 15. Platz und im Mixed-Teamwettbewerb zusammen mit Silje Opseth, Anna Odine Strøm und Halvor Egner Granerud Platz vier.
Bei den Nordischen Junioren-Skiweltmeisterschaften 2017 in Park City, Utah im Februar 2017 belegte Lindvik im Einzelwettbewerb den 16. Platz, im Mannschaftswettbewerb zusammen mit Fredrik Villumstad, Erik Johannessen und Jesper Ødegaard den zwölften und damit letzten Platz sowie im Mixed-Teamwettbewerb zusammen mit Silje Opseth, Anna Odine Strøm und Fredrik Villumstad den vierten Platz.
Am 9. Dezember 2017 erreichte Lindvik beim Continental-Cup-Wettbewerb in Whistler, British Columbia überraschend den dritten Platz und damit zum ersten Mal einen Podestplatz im Continental Cup. Am 6. Januar 2018 gewann er seinen ersten Wettbewerb im Continental Cup in Titisee-Neustadt. Nach weiteren guten Leistungen mit Podestplätzen in Titisee-Neustadt und Erzurum wurde er für den Weltcup nominiert. In Zakopane (am 27. und 28. Januar 2018) gelangen ihm mit dem achten Platz im Einzel und dem dritten Platz mit dem norwegischen Team unmittelbar seine besten Weltcupergebnisse.
Kurz darauf wurde Lindvik im Februar 2018 in Kandersteg Junioren-Weltmeister im Einzel und mit der Mixed-Mannschaft. Zudem gewann er die Bronzemedaille im Mannschaftswettbewerb.
In der Saison 2019/20 erreichte er beim Weltcup in Klingenthal als Dritter seine erste Podiumsplatzierung. Zuvor war ihm in Ruka der zweite Platz im Anschluss an den Wettkampf wegen eines nicht regelkonformen Anzugs aberkannt worden.
Am 1. Januar 2020 stellte er im Rahmen der Vierschanzentournee mit 143,5 Metern den Schanzenrekord auf der Großen Olympiaschanze in Garmisch-Partenkirchen ein, den der Schweizer Simon Ammann bereits am 1. Januar 2010 aufstellte. Darüber hinaus gewann er nach einem weiteren starken Sprung das Neujahrsspringen vor Karl Geiger und sicherte sich damit seinen ersten Weltcup-Sieg. Beim darauffolgenden Weltcup in Innsbruck holte er seinen zweiten Weltcup-Sieg und übernahm den zweiten Platz im Tournee-Zwischenstand. Auf dem zweiten Gesamtrang beendete er dann auch die Vierschanzentournee 2019/20. Bei den norwegischen Sommermeisterschaften 2020 in Trondheim gewann Lindvik den Meistertitel vor Halvor Egner Granerud.
Bei den Skiweltmeisterschaften 2021 in Oberstdorf belege er im Einzelspringen von der Großschanze den sechsten und von der Normalschanze den 14. Platz. Mit der norwegischen Mannschaft wurde er von der Großschanze Sechster. Im Skisprung-Grand-Prix 2021 belegte er den vierten Rang, wobei er insbesondere bei den Springen in Kasachstan, als er einmal Zweiter und einmal Dritter wurde, reüssieren konnte.
In der Saison 2021/22 wurde er, wie schon zwei Jahre zuvor, Zweiter in der Gesamtwertung der Vierschanzentournee. Bei den Olympischen Winterspielen 2022 in Peking wurde er Olympiasieger von der Großschanze und Siebter auf der Normalschanze. Dazu erreichte er im norwegischen Mixed-Team den achten und mit der Männermannschaft den vierten Platz. Bei der Skiflug-Weltmeisterschaft in Vikersund in seinem Heimatland wurde er Skiflug-Weltmeister. Mit einem Sieg im letzten Wettbewerb der Saison beim Skifliegen in Planica erlangte er noch den dritten Platz im Gesamtweltcup.
Bei den Europaspielen 2023 gewann er im Mixed-Teamwettbewerb gemeinsam mit Anna Odine Strøm, Robert Johansson und Eirin Maria Kvandal die Silbermedaille.
Bei den Nordischen Skiweltmeisterschaften 2025 in Trondheim im eigenen Land gewann er im Einzelspringen von der Normalschanze die Goldmedaille, wobei er im ersten Durchgang mit 108,0 Metern den erst einen Tag alten Schanzenrekord seines Landsmanns Johann André Forfang um 1,5 Meter verbesserte. Zusammen mit Anna Odine Strøm, Eirin Maria Kvandal und Johann André Forfang gewann er das Mixed-Teamspringen überlegen vor den Teams aus Slowenien und Österreich. Im Teamspringen konnte Lindvik zusammen mit Forfang, Robin Pedersen und Kristoffer Eriksen Sundal Bronze erringen. 
Beim Springen von der Großschanze kam es bereits vorab zu einem Eklat, als Videos auftauchten, die eine mutmaßliche Manipulation von Sprunganzügen durch das norwegische Team zeigte. Trotz Protests mehrerer Verbände wurde dem norwegischen Team die Teilnahme ermöglicht und Lindvik konnte sich vorläufig mit dem zweiten Platz auf einem Medaillenrang platzieren. Bei der abschließenden Materialkontrolle wurde allerdings eine von Knie bis Schritt verstärkte Naht bei Lindvik und dem fünftplatzierten Forfang entdeckt, die zur Disqualifikation beider Springer führte. Beide Springer sagten aus, dass diese Manipulation ohne deren Wissen geschah, was von vielen Experten und Springerkollegen bezweifelt wurde. Nachdem zunächst ein Start bei der RAW-Air-Tour während der folgenden Woche geplant war, sperrte der Weltverband Lindvik und Forfang für die Wettkämpfe bis zur Aufklärung der Vorfälle.

## Erfolge

### Weltcupsiege im Einzel
| Nr. | Datum           | Ort                    | Typ         |
| --- | --------------- | ---------------------- | ----------- |
| 01. | 1. Januar 2020  | Garmisch-Partenkirchen | Großschanze |
| 02. | 4. Januar 2020  | Innsbruck              | Großschanze |
| 03. | 17. Januar 2021 | Zakopane               | Großschanze |
| 04. | 8. Januar 2022  | Bischofshofen          | Großschanze |
| 05. | 16. Januar 2022 | Zakopane               | Großschanze |
| 06. | 30. Januar 2022 | Willingen              | Großschanze |
| 07. | 5. März 2022    | Oslo                   | Großschanze |
| 08. | 27. März 2022   | Planica                | Flugschanze |

### Weltcupsiege im Team
| Nr. | Datum           | Ort       | Typ               |
| --- | --------------- | --------- | ----------------- |
| 01. | 9. März 2019    | Oslo      | Großschanze       |
| 02. | 7. März 2020    | Oslo      | Großschanze       |
| 03. | 23. Januar 2021 | Lahti     | Großschanze       |
| 04. | 3. Februar 2023 | Willingen | Großschanze Mixed |
| 05. | 2. März 2024    | Lahti     | Großschanze       |

### Grand-Prix-Siege im Einzel
| Nr. | Datum              | Ort         | Typ         |
| --- | ------------------ | ----------- | ----------- |
| 01. | 14. September 2024 | Wisła       | Großschanze |
| 02. | 15. September 2024 | Wisła       | Großschanze |
| 03. | 5. Oktober 2024    | Klingenthal | Großschanze |

### Grand-Prix-Siege im Team
| Nr. | Datum           | Ort         | Typ               |
| --- | --------------- | ----------- | ----------------- |
| 01. | 1. Oktober 2022 | Klingenthal | Großschanze Mixed |

### Continental-Cup-Siege im Einzel
| Nr. | Datum            | Ort              | Typ         |
| --- | ---------------- | ---------------- | ----------- |
| 01. | 6. Januar 2018   | Titisee-Neustadt | Großschanze |
| 02. | 10. Februar 2018 | Iron Mountain    | Großschanze |
| 03. | 24. Februar 2018 | Klingenthal      | Großschanze |
| 04. | 25. Februar 2018 | Klingenthal      | Großschanze |
| 05. | 8. Dezember 2018 | Lillehammer      | Großschanze |
| 06. | 9. Dezember 2018 | Lillehammer      | Großschanze |
| 07. | 10. Februar 2019 | Iron Mountain    | Großschanze |
| 08. | 24. Februar 2019 | Brotterode       | Großschanze |
| 09. | 2. März 2019     | Rena             | Großschanze |
| 10. | 3. März 2019     | Rena             | Großschanze |

## Statistik

### Weltcup-Platzierungen
| Saison  | Platz | Punkte |
| ------- | ----- | ------ |
| 2017/18 | 41.   | 0049   |
| 2018/19 | 44.   | 0049   |
| 2019/20 | 07.   | 0906   |
| 2020/21 | 10.   | 0612   |
| 2021/22 | 03.   | 1231   |
| 2022/23 | 20.   | 0393   |
| 2023/24 | 08.   | 0854   |
| 2024/25 | 17.   | 0474   |

### Grand-Prix-Platzierungen
| Saison | Platz | Punkte |
| ------ | ----- | ------ |
| 2018   | 42.   | 0044   |
| 2019   | 10.   | 0173   |
| 2021   | 04.   | 0219   |
| 2022   | 46.   | 0029   |
| 2023   | 55.   | 0026   |
| 2024   | 03.   | 0300   |

### Continental-Cup-Platzierungen
| Saison  | Sommer | Sommer | Winter | Winter | Gesamt | Gesamt |
| Saison  | Platz  | Punkte | Platz  | Punkte | Platz  | Punkte |
| ------- | ------ | ------ | ------ | ------ | ------ | ------ |
| 2015/16 | 69.    | 0024   | 57.    | 0090   | 73.    | 0114   |
| 2016/17 | 96.    | 0003   | 61.    | 0077   | 82.    | 0080   |
| 2017/18 | 93.    | 0008   | 01.    | 1102   | 01.    | 1110   |
| 2018/19 | 53.    | 0042   | 03.    | 0863   | 07.    | 0905   |

### Schanzenrekorde
| Schanze (Hillsize)            | Ort                    | Land        | Weite   | aufgestellt am | Rekord bis     |
| ----------------------------- | ---------------------- | ----------- | ------- | -------------- | -------------- |
| Große Olympiaschanze (HS 142) | Garmisch-Partenkirchen | Deutschland | 143,5 m | 1. Januar 2020 | 1. Januar 2021 |
| Granåsen skisenter (HS 102)   | Trondheim              | Norwegen    | 108,0 m | 2. März 2025   | aktuell        |